# 水桶
水桶（みずおけ）は、水を入れる桶。

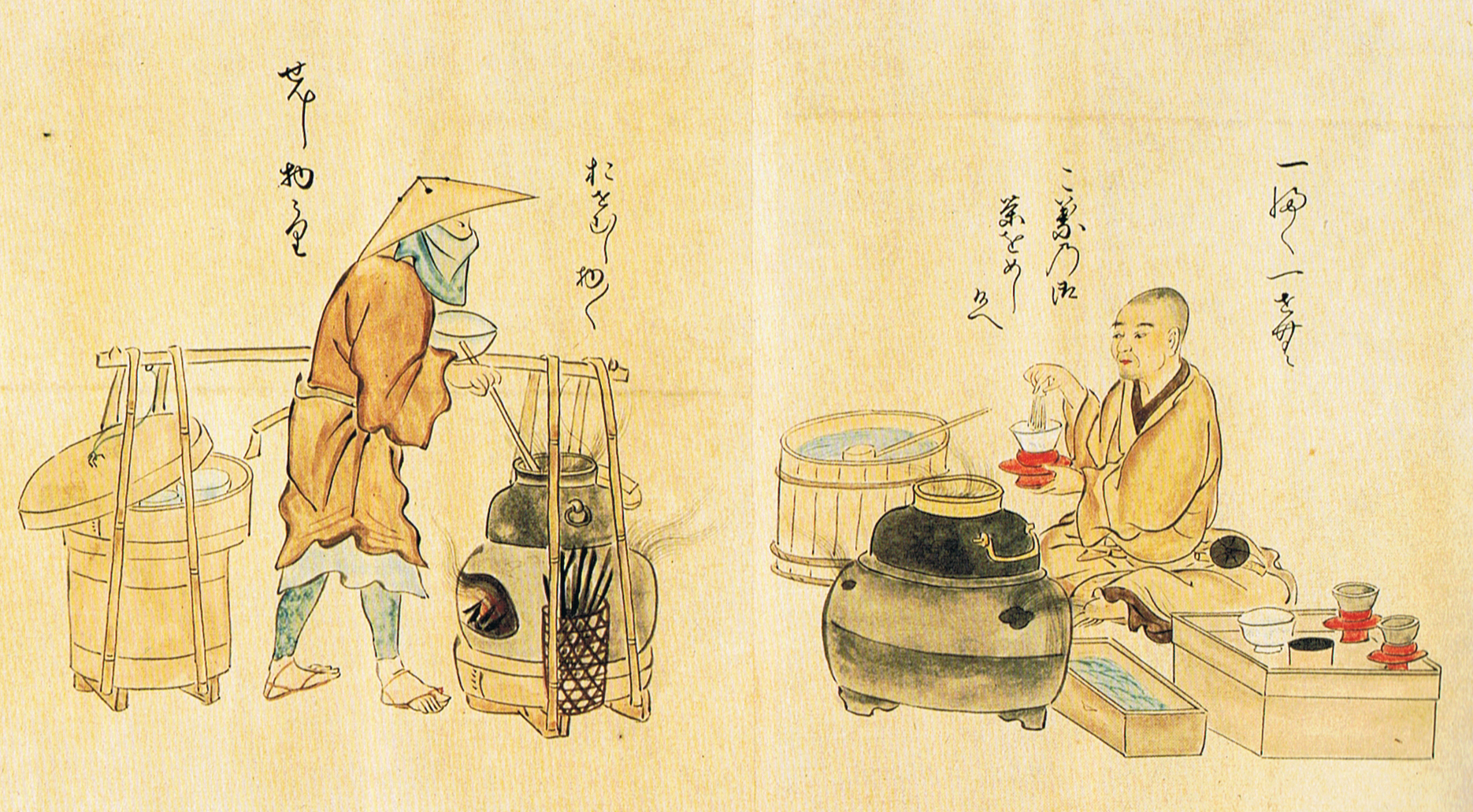
水桶。左の男の天秤棒の左側に下がっているもの。

あるいは農場や牧場の家畜や野生動物に飲み水を与えることを目的とした器である。

## 水桶の歴史
日本では室町時代には、東寺の参道などで水桶や茶釜を天秤棒で運び茶を売る茶売り人がいた。
1927年、動物愛好家のアニス＆ジョージ・ビルズ夫妻は、オーストラリア、アイルランド、イギリス、アメリカに500基もの水桶を建設する資金を提供した。 現在でも、その多くに「オーストラリアのアニス＆ジョージ・ビルズ夫妻寄贈」と刻まれているのを見ることができる。

## 水桶の種類
オーストラリアでは、羊や牛などの家畜が水を飲めるように水桶が設置されているが、カンガルーなどの在来の野生動物が集まってくることもある。そのため、カンガルーが飲みにくいようにしたり、カンガルーの使用を排除するような設計の水桶もある。設計のひとつに、「フィンレイソン水桶」がある。これは、低い位置に電気の通じた裸電線を張った電気柵で、ヒツジは通常踏み越えるが、カンガルーは踏み越えることができない。
メーカー各社はさまざまな素材の動物用水桶を提供している。常に淡水を飲めるようになっていることは、すべての動物、特に乳牛にとって不可欠である。牛が水を飲めば飲むほど、乳量は増える。
アブルボワール
アブルボワールとは、水桶、噴水、その他の設置された水盤のことで、本来は人間や動物に水を供給するためのものである。自動車時代以前の都市では、馬が移動するための馬術用の水桶として作られた。現代では、アブルボワールは、デザインされた街並みや景観の中で、市民や個人のための噴水としても見られる。

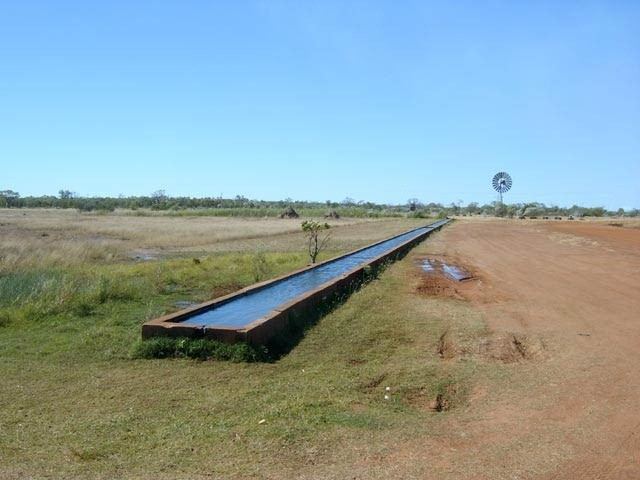
オーストラリアのストックルート（英語版）途次にある水飲み場。
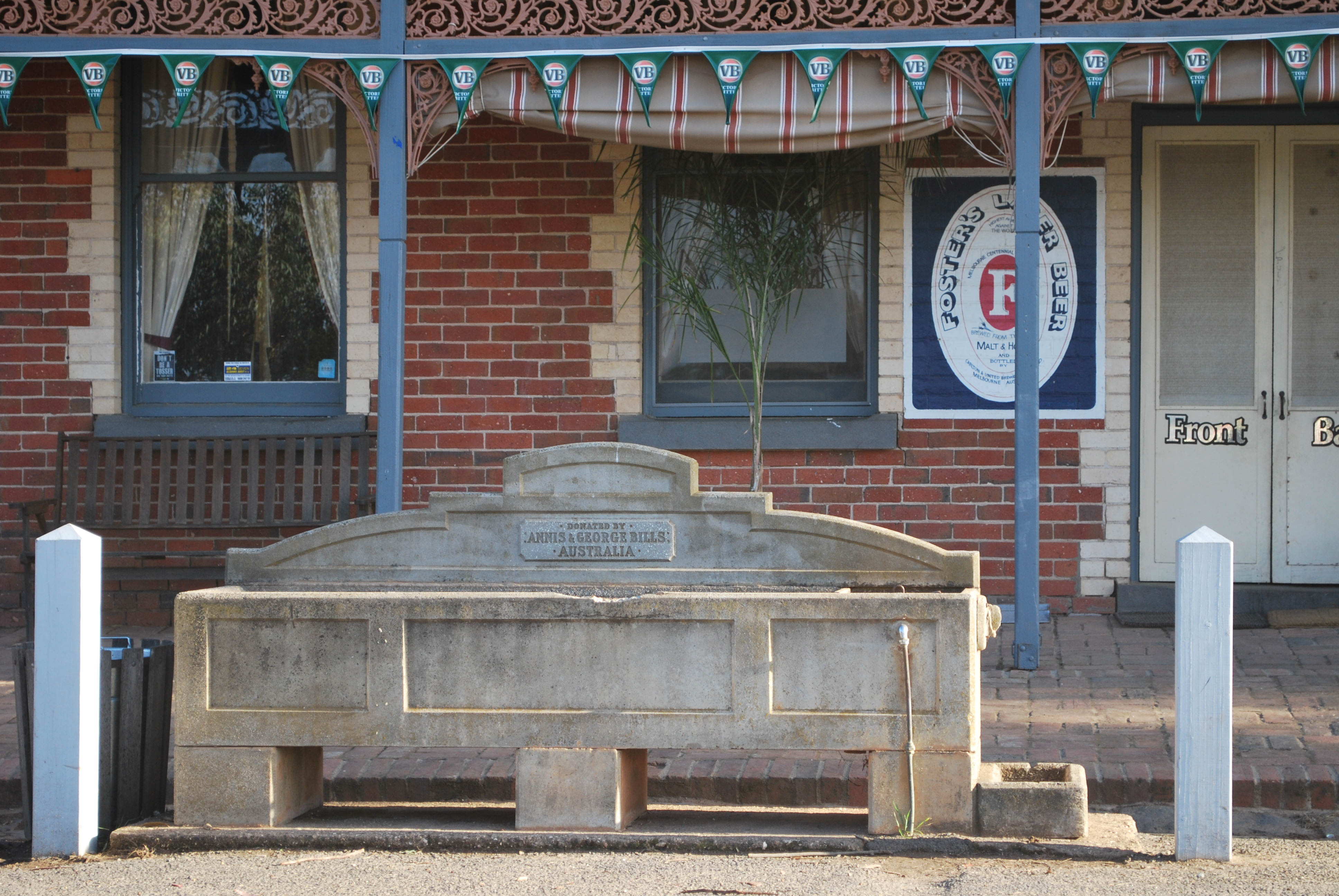
オーストラリア、ビクトリア州セバスチャンのビルズ馬用水桶（英語版）。
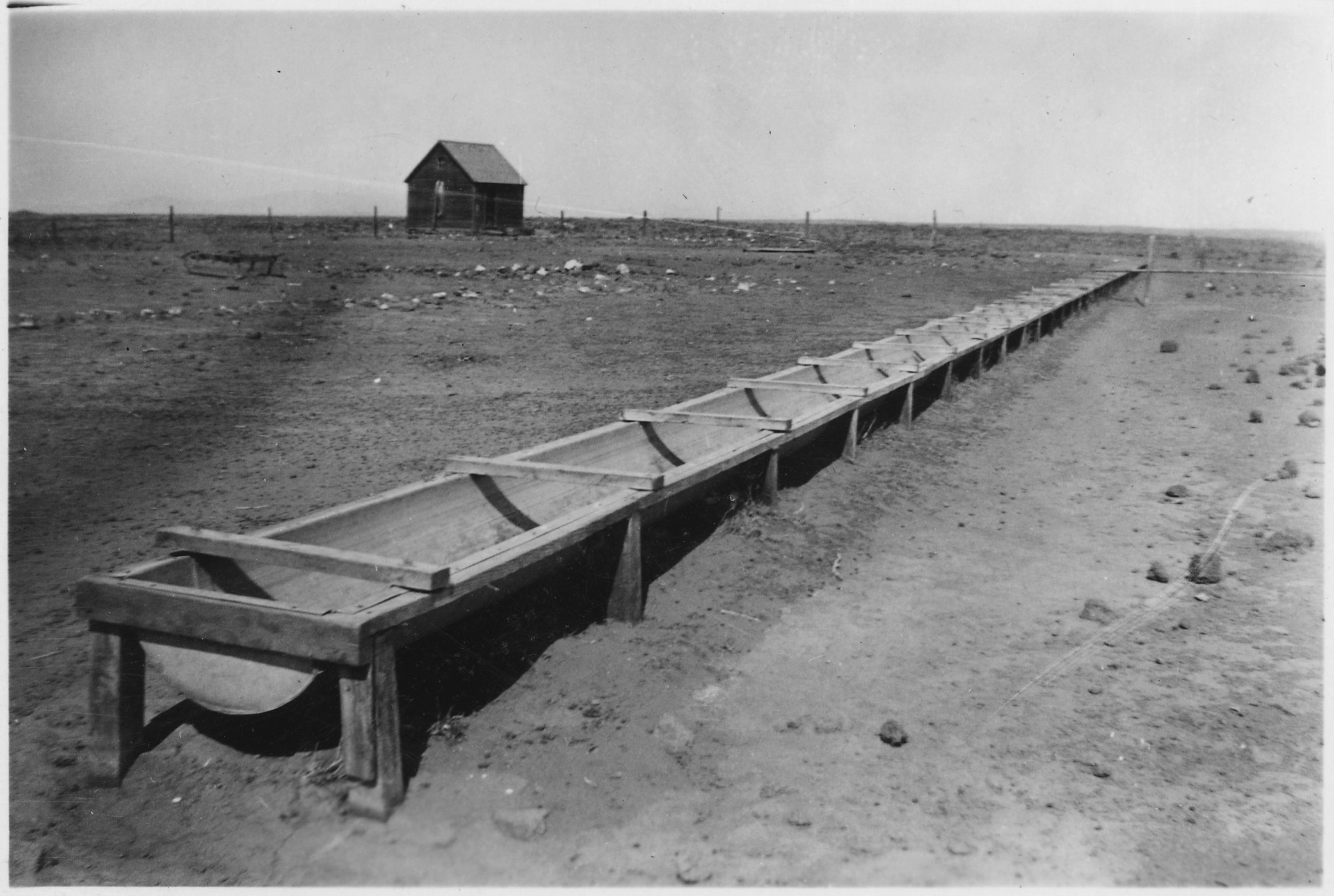
羊用の水飲み場、アイダホ州、1930年代。
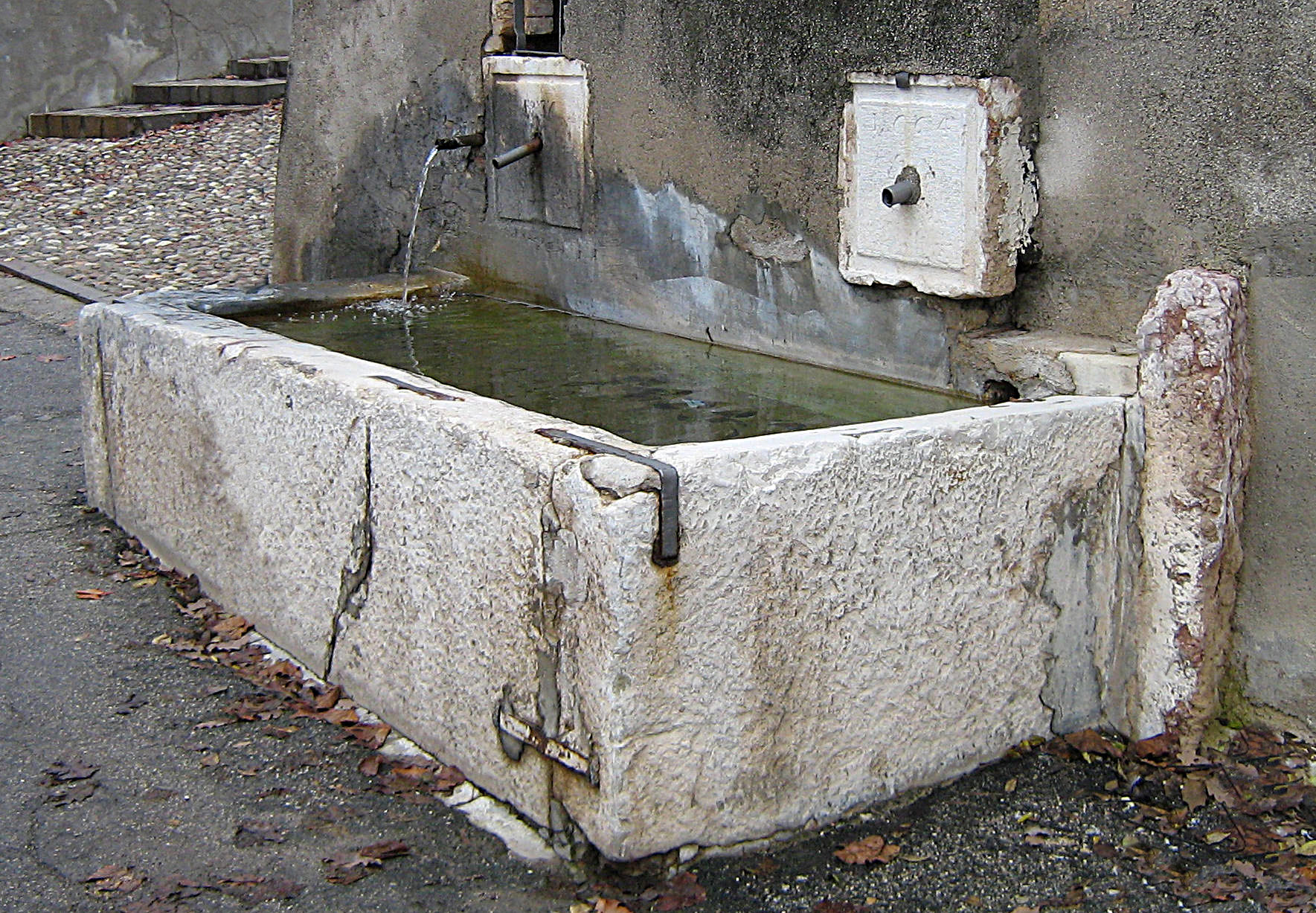
アブルボワール（Abreuvoir）（イタリア、カスティリオーネ・デッレ・スティヴィエーレ）。
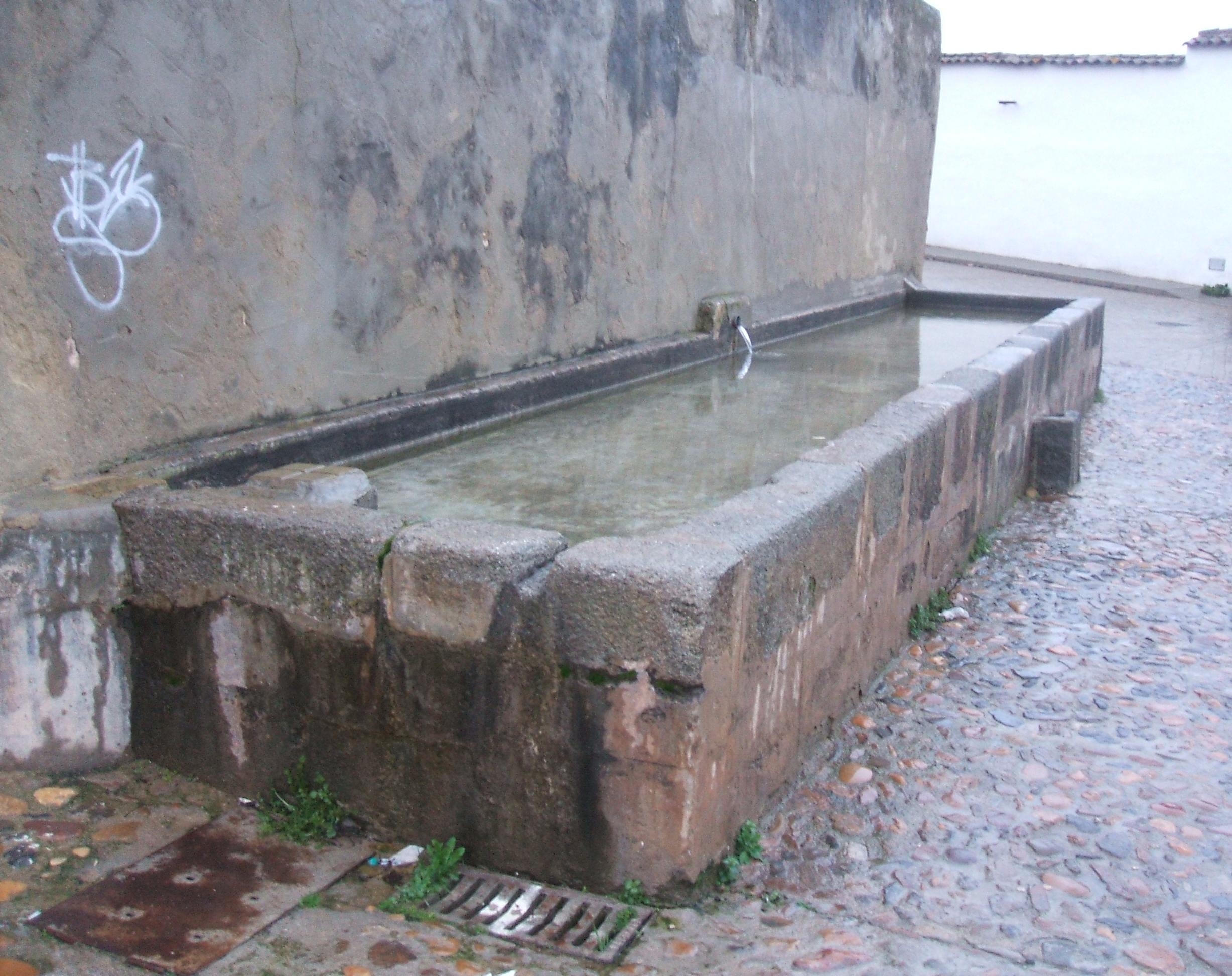
アブレバデロ（abreuvoir）（スペイン、エストレマドゥーラ州フレグナル・デ・ラ・シエラ（英語版、スペイン語版））。
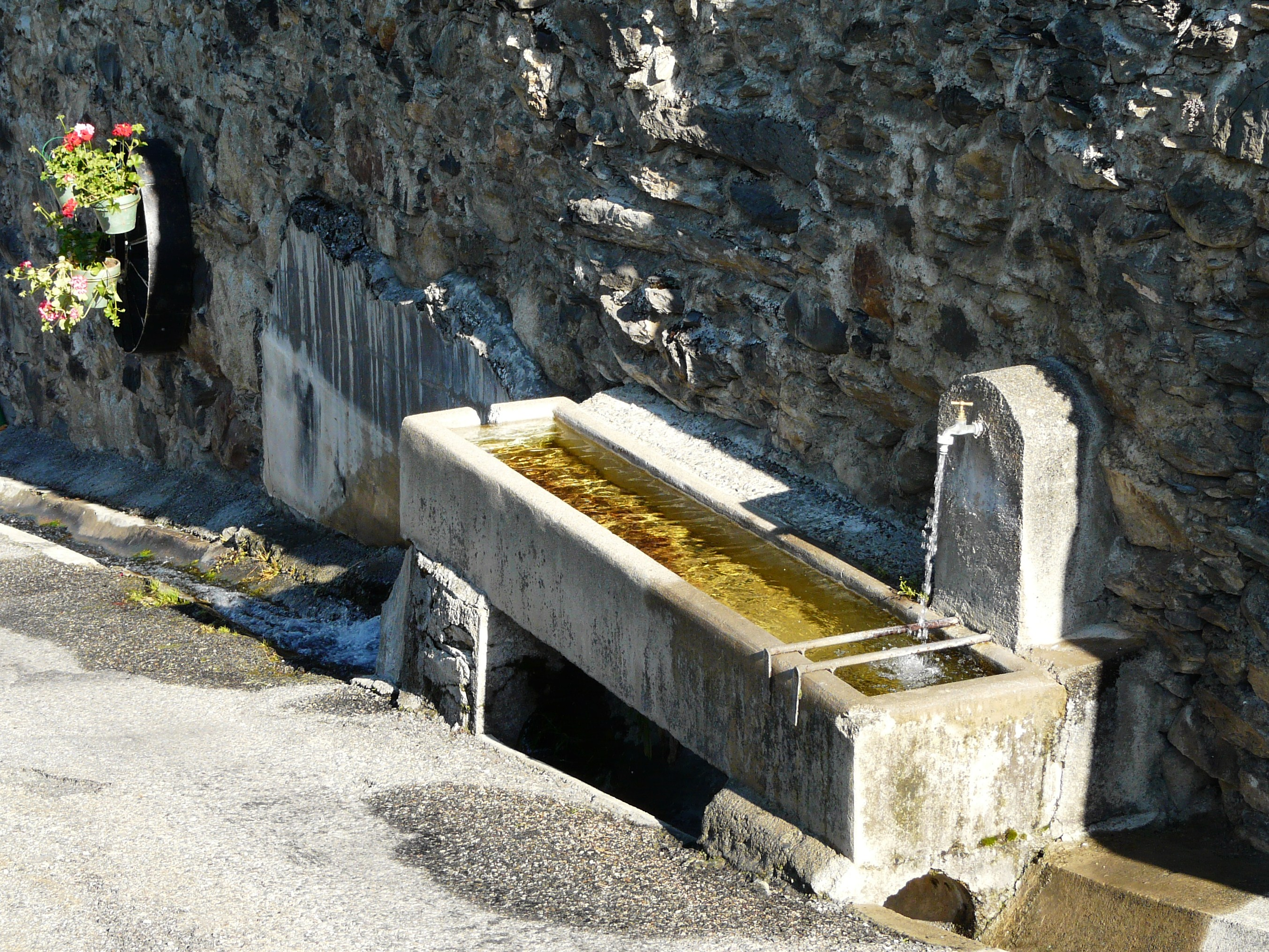
サン・タヴァンタンの水飲み場（フランス、オート＝ガロンヌ県）。

## 各国での名称
- 日本語：水桶
- 英語： Watering trough、basin trough fountain
- スペイン語：Abrevadero
- フランス語： Abreuvoir、fontaine pour les animaux
- ドイツ語：Tränke
- イタリア語：Abbeveratoio

古い時代にはアブルボワールとは、石積みの建築構造物を作るときに、石工がモルタルで埋める、2つの石の間の継ぎ目や隙間を指した。

## 関連文献および引用文献
- この記事には現在パブリックドメインである次の出版物からのテキストが含まれている: Chambers, Ephraim, ed. (1728). Cyclopædia, or an Universal Dictionary of Arts and Sciences (1st ed.). James and John Knapton, et al. {{cite encyclopedia}}: |title=は必須です。 (説明)